# Лютеранська церква Святого Павла (Одеса)

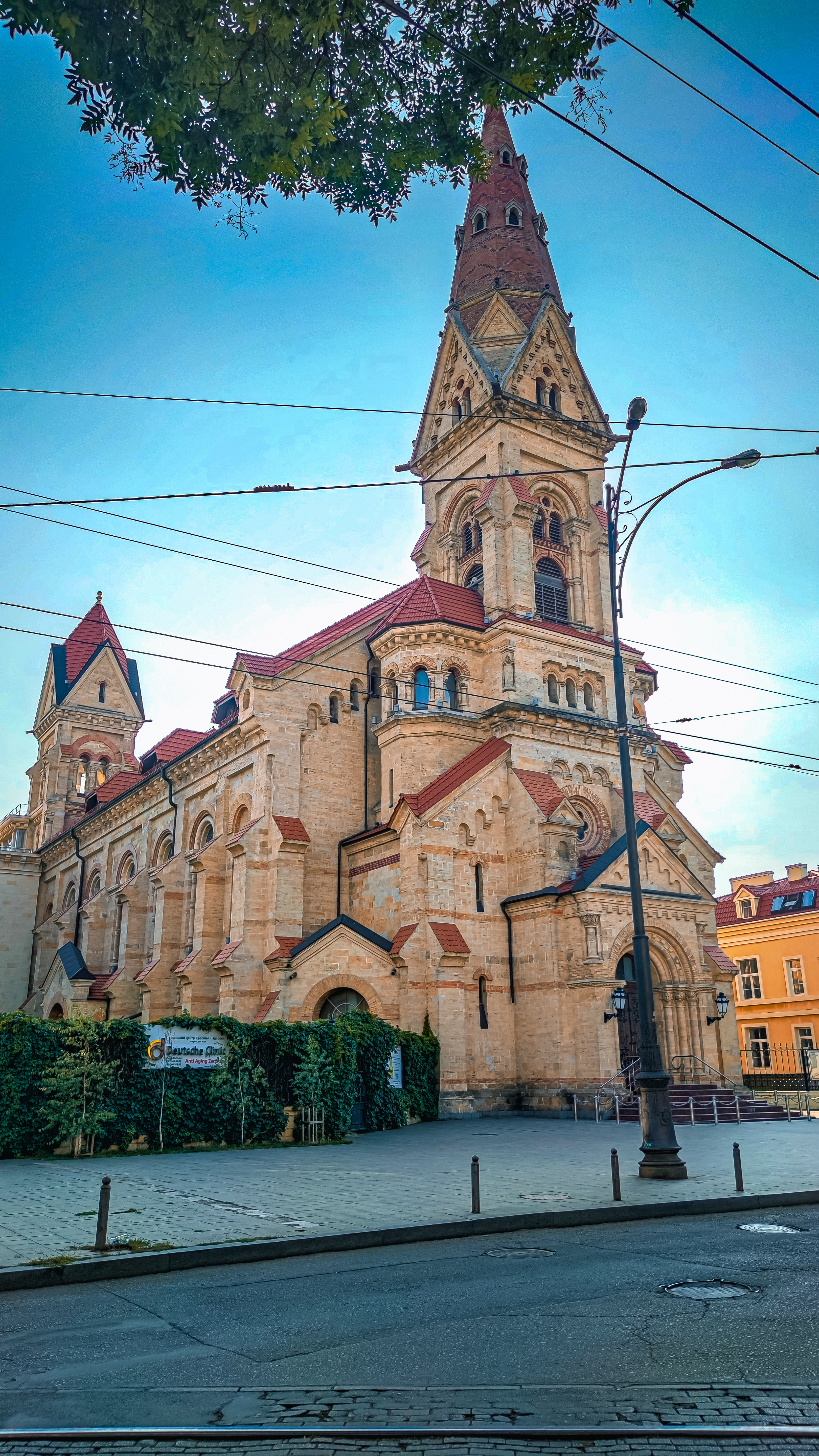
Кірха (Лютеранська церква Святого Павла), Одеса, вул. Новосельського, 68

Лютера́нська церква́ Св. Павла́, також відома під назвою Оде́ська кі́рха — історична будівля в місті Одеса і головний храм лютеранської громади.

## Історія

### Кірха та її архітектори

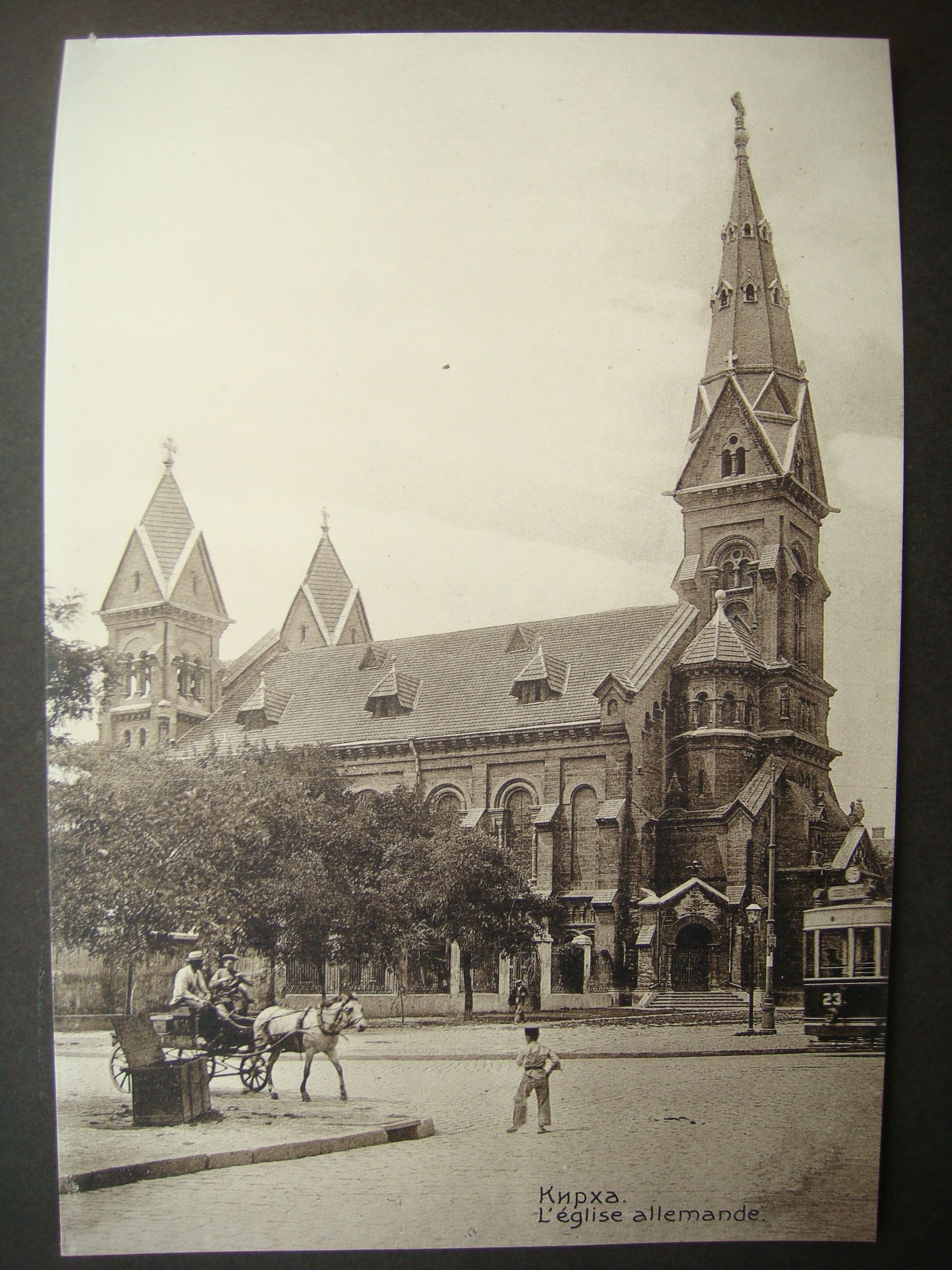
1910-і рр.

Ще за часів імператриці Катерини ІІ розпочата компанія по залученню до Російської імперії німецьких колоністів. Частка з них отримала землі в новозахоплених землях, що входили до володінь Османської імперії південніше земель провінції Україна. Компактне поселення німецьких колоністів було і в Одесі. Для лютеранської громади міста і була побудована перша лютеранська кірха, освячена в 1827 року. Її автором-будівничим був архітектор Франческо Боффо. Церемонія відкриття була проведена 9 жовтня 1827 року. Ця дата вважається датою заснування церкви Святого Павла.
Зростання релігійної громади привело до необхідності реконструкції храму наприкінці XIX столітті, виявилось, що стан будівлі непридатний для реконструкції. Для збереження коштів влітку 1894 року було прийнято рішення залишити частину фундаментів і перший ярус вежі, який було складено не з штучного каменю, а з дикаря. Проєкт нового храму виконав архітектор німецького походження  Герман Карлович Шеврембрандт, одним з його помічників був майбутній архітектор А. Б. Мінкус, а підрядні роботі і консультацію здійснював архітектор швейцарського походження Християн Якович Скведер. 12 (24) червня 1895 відбулася урочиста закладка храму. За проєктом храм мав вмістити 1500 осіб. Новий лютеранський храм мав три дзвони. Загальна сума витрат на будівництво становила 110 000 рублів. Церемонія відкриття була проведена 25 червня (7 липня) 1897. Храм мав розміри: довжина 50 м, ширина 22 м, висота дзвіниці становила 48 м. У той час церква Святого Павла була третьою за величиною лютеранською церквою після Санкт-Петербурга і Москви.
Особливістю старої і нової лютеранський церков було те, що головний вхід був спрямований на північний схід, що було обумовлено розташуванням ділянки.

### Повоєнні роки

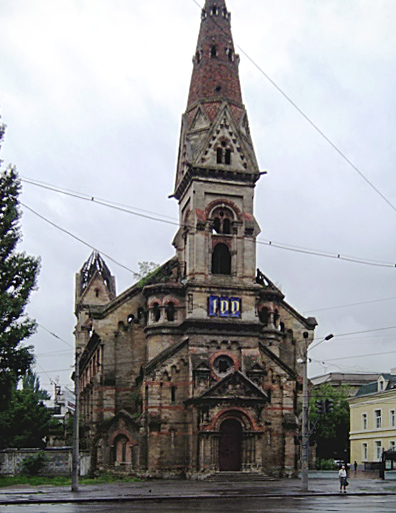
Зовнішній вигляд собору до реставрації 2005 року

До 1942 року кірха була храмом. У повоєнні роки тут розміщали спортзал, бібліотеку, концертну залу.
У 1976 року будівля постраждала від пожежі. За часів СРСР покинутий храм стояв пусткою і ніяк не використовувався.

### Відновлення
Лише за часів незалежності України до зруйнованого храму повернулась релігійна громада. У 1992 році зруйновану будівлю передали Німецькій євангелічно-лютеранській церкві України. Було зібрано 6.500.000 євро на відновлення храму.
Тривале байдуже ставлення до будівлі спричинило наскрізні щілини в стінах, повну руйнацію інтер'єру XIX століття важкі пошкодження підмурків в вівтарній частині. Дослідження будівлі виявило руйнації і спонукало «скоротити» храм при відновленні в цій частині. За умовами відновлення, стіни цієї частини розібрали і, використавши стару цеглу, побудували приміщення для сучасного Німецького культурного центру. Розміщена за історичною кірхою, нова будівля не псує її головного фасаду. Зникли дві невеличкі прибудови, одна з яких була коморою для зберігання вугілля, а інша піччю для опалення будівлі.

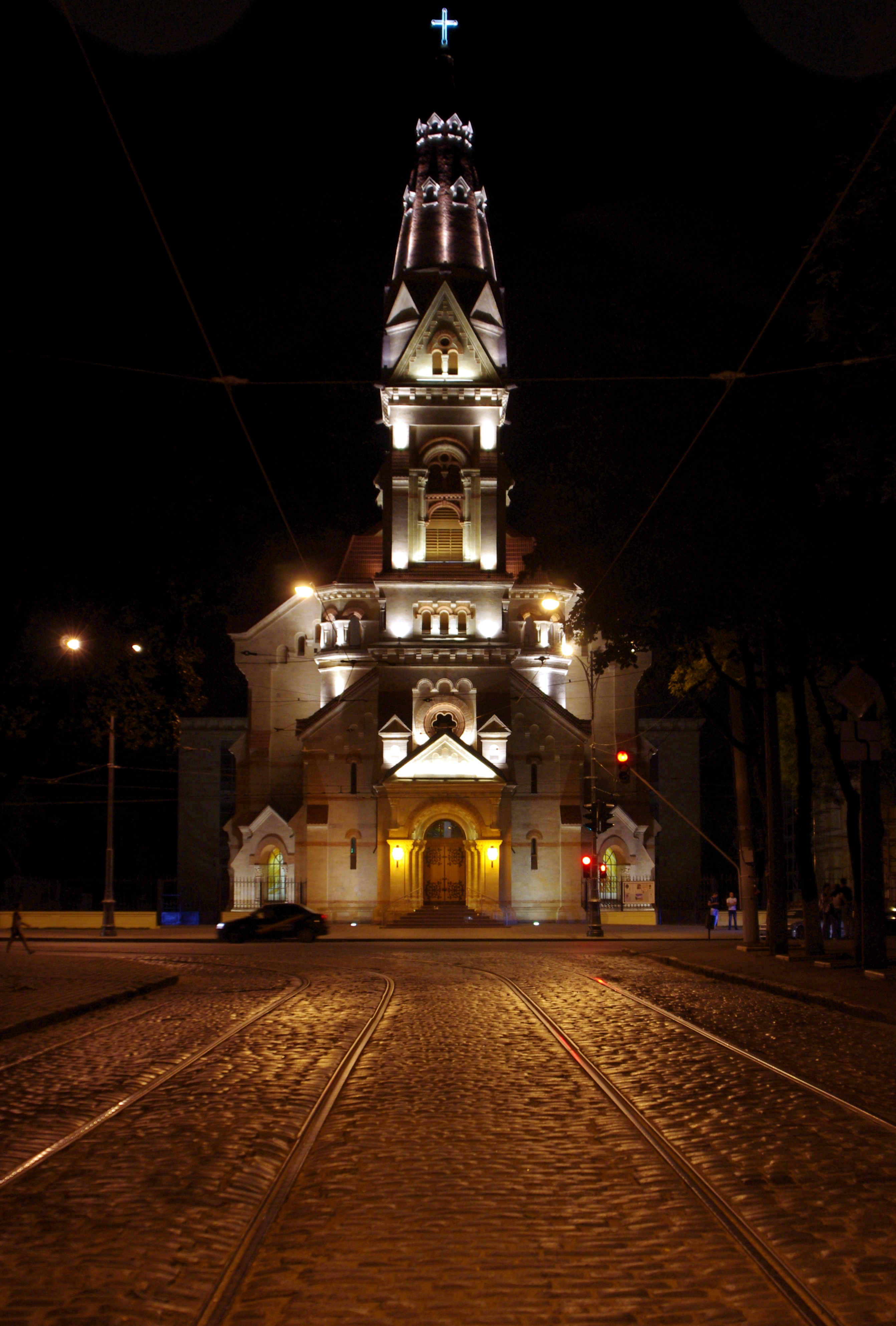
Вид церкви вночі

З міркувань сейсмобезпеки стіни облаштували залізобетонними палями, а дзвіниця на фасаді — оздоблена стабілізаційним металевим каркасом. Нові двері храму відновили за історичними фото.
Відновлювальні і ремонтні роботи тривали п'ять років. Храм отримав нову стелю, дах, критий черепицею. Історичні фасади відновлені за проєктом архітектора Олександра Голованова; одним із реставраторів була Тамара Гусельникова.

## Архітектура

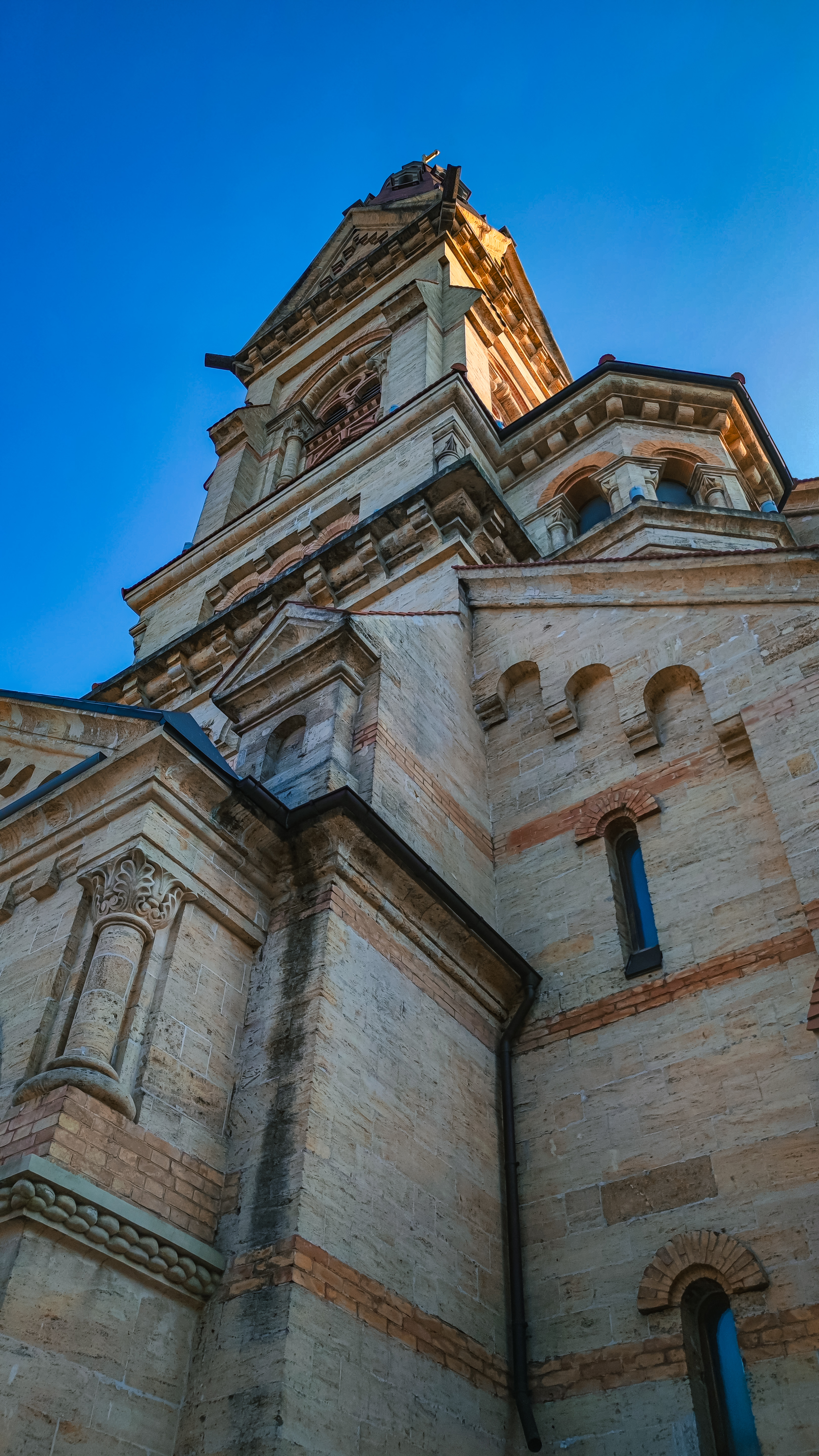
Кірха (Лютеранська церква Святого Павла), Одеса, вул. Новосельського, 68

Храм є яскравим прикладом еклектики кінця XIX ст.: обсяг будівлі близький до готики, план і декор фасадів — до романської архітектури. Зведено з блоків пористого вапняку, фундаменти — з плит вапняку. Споруда зального типу з гранованою апсидою на південному заході і пятиярусною стрілчастою дзвіницею на північному сході, до південного і західного кутах будівлі примикають квадратні в плані чотириярусні вежі, завершення шатрами. Стіни укріплені контрфорсами.

### Обладнання
Церковна зала — 13 метрів заввишки, загальна площа близько 400 м². Стеля має незначну заглибину, де розташований мальований плафон модерного символічного спрямування.
Кірха матиме
- орган
- дзвони
- новий мальований вівтар
- купель
- меблі.

Храм отримав церковні лави в подарунок від двох німецьких церков, що лишилися усіх вірян. Кількість сидячих місць сягає 500. Привезли з Німеччини і старі меблі, нехай і не антикварні. Серед дарунків новому храму з німецької сторони — дві скульптури Апостолів Петра та Павла доби бароко. Їх розмістили ліворуч від вівтарного розп'яття. Ці старовинні статуї передала Римо-католицька церква з Регенсбурга. 6 червня 2009 року встановлюється новий хрест на вежу церкви.

### Орган
Завдяки щедрим пожертвам ще до завершення будівництва в церкві був встановлений новий орган фірми «E.F. Walcker» з Людвігсбургу, земля Вюртемберг.
На вході нововідтвореного храму — меморіальна дошка на честь пастора Фогеля та колишнього органіста — Теофіла Ріхтера, батька відомого радянського музиканта Святослава Ріхтера. І пастор, і органіст були закатовані в часи сталінських репресій.
Теперішній орган — дістався храму теж як подарунок від релігійної громади Хреста Господнього з міста Нюрнберг. Орган концертний, створений у 1964 р. його грошова вартість — близько 1.000.000 євро.
У 2001 році в малому залі зборів громади був встановлений невеликий орган на 6 голосів. Цей компактний орган фірми Alfred Fuhrer має 5 регістрів в мануалі та один в педалі, але повністю заповнює звуком приміщення зборів громади і задовольняє потреби богослужіння.

### Новий інтер'єр

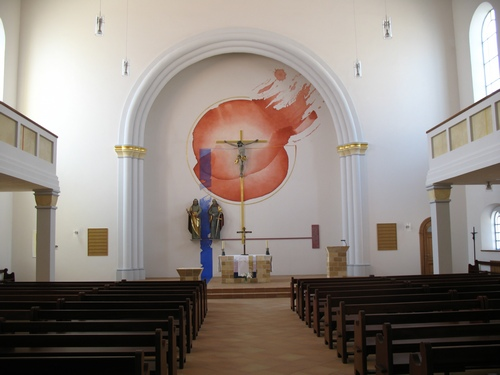
Інтер'єр собору

Відновлювати старий інтер'єр XIX століття не стали. До створення — новітнього запросили молодого митця Тобіаса Каммерера з Баварії. Він і став автором нового мальованого вівтаря і плафону, які цілком модерні і нічого спільного з колишнім інтер'єром споруди XIX ст. не мають.

### Дзвони
Кірха отримала нові дзвони. Всі вони поіменовані:
- Христовий, найбільший — 1000 кг. Дзвін — дарунок Одесі від німецького міста побратима — Регенсбург;
- Апостола Павла — 690 кг;
- Апостола Петра — 480 кг;
- Діви Марії — 280 кг.

Дзвони створені в місті Пассау, Німеччина, ливарна майстерня Рудольфа Пернера. 27 лютого 2010 року відбулося освячення і підняття дзвонів церкви св. Павла.

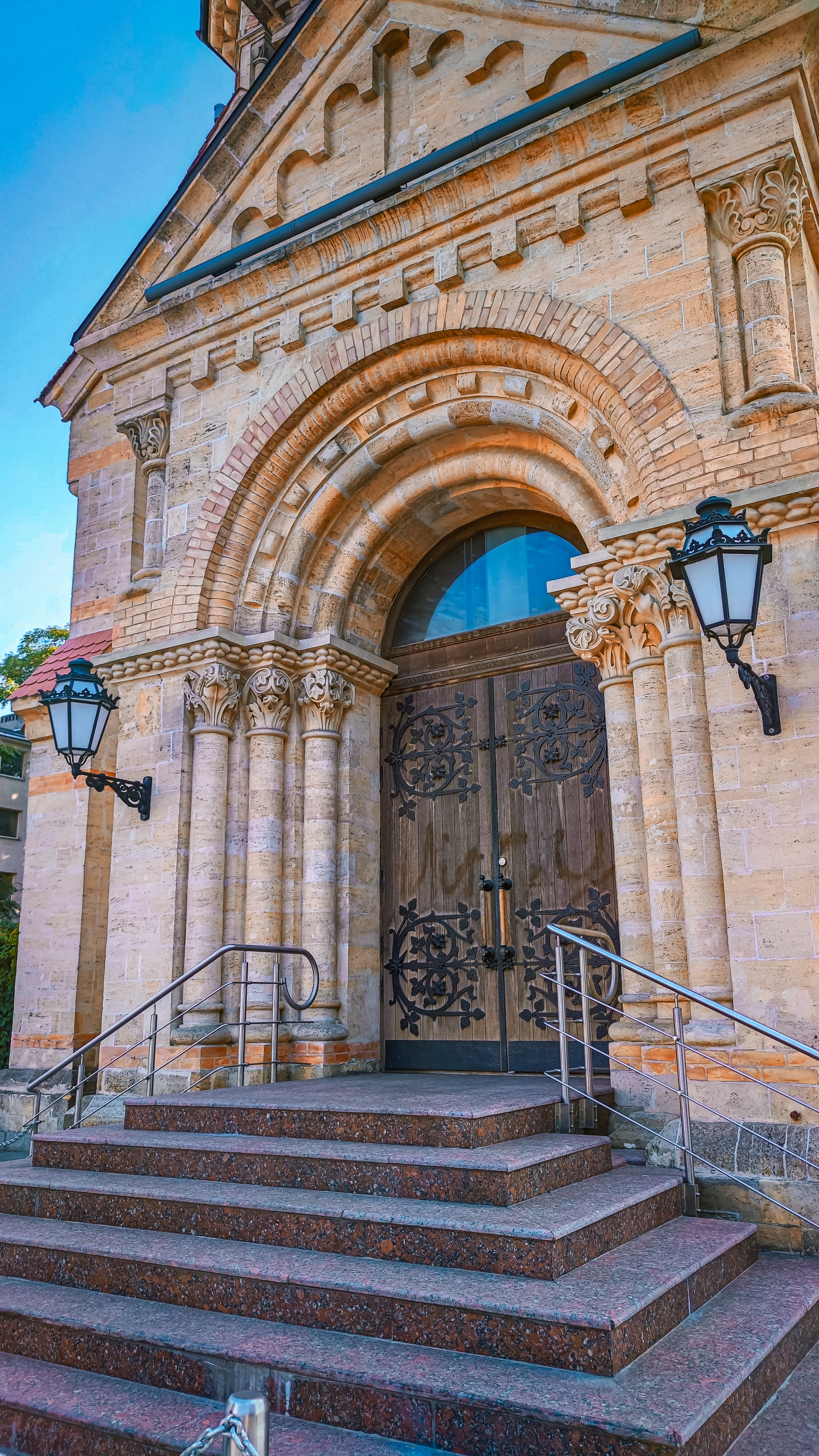
Кірха (Лютеранська церква Святого Павла), Одеса, вул. Новосельського, 68